# تسيلي
'تسيلي'
تسيلي هو هضبة تطل من الشمال على مدينة العامرة بولاية عين الدفلى في الجزائر.
يعد كجبل من طرف السكان ويسمى كذلك على الخرائط (جبل تسيلي)
ارتفاعه هو 798 م.
بنيته كلسية.
اشجاره قليلة نتيجة الحرائق التي توالت عليه في السنوات الماضية.
قامت فرنسا في 1900 وعلى واجهته الشمالية ببناء دار الغابات المسماة الجبسية والتي هي اليوم خرائب.
هو اليوم مرقد للعديد من الأولياء الصالحين منهم سيدي عبد الله عقاب مولا وهو الأكثر زيارة واخرين مجهولين وهم سيدي يوسف وسيدي علي الزحاف وسيدي بوسعود.

## الموضوع باللغة الفرنسية
Tsili